# Alexander-Newski-Kathedrale (Sofia)
Koordinaten: 42° 41′ 45″ N, 23° 19′ 58,6″ O

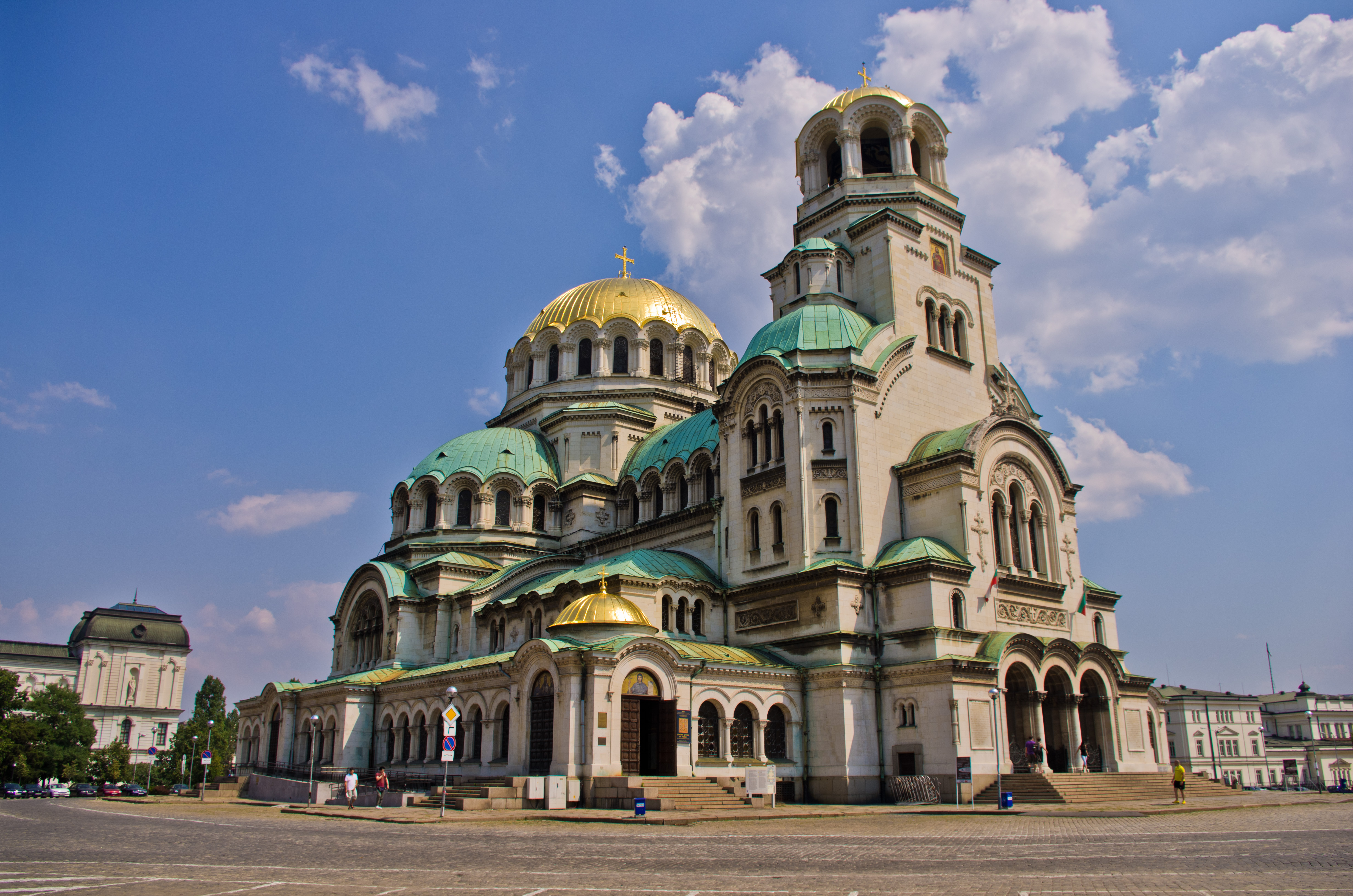
Alexander-Newski-Kathedrale Sofia

Die Alexander-Newski-Kathedrale (bulgarisch Храм-паметник „Свети Александър Невски“ Chram-pametnik „Sweti Aleksandar Newski“) ist eine orthodoxe Kathedrale in der bulgarischen Hauptstadt Sofia. Der neobyzantinische Sakralbau wurde 1882 bis 1912 im Auftrag von Alexander I. nach Entwurf von Alexander Pomeranzew errichtet. Sie ist Sitz der Bulgarisch-Orthodoxen Kirche und eine der größten orthodoxen Kathedralen der Welt.

## Geschichte
Die Kathedrale ist eines der Wahrzeichen der bulgarischen Hauptstadt Sofia. Sie wurde von dem russischen Architekten Alexander Pomeranzew entworfen, der auch das Warenhaus GUM in Moskau plante. Der Grundstein wurde 1882 gelegt; der eigentliche Bau erfolgte jedoch größtenteils zwischen 1904 und 1912. Die Kathedrale im neobyzantinischen Stil befindet sich auf dem Alexander-Newski-Platz im Zentrum der Stadt und ist dem russischen Nationalheiligen Alexander Newski geweiht.
Sie wurde „vom bulgarischen Volk“ zur Erinnerung an die „russischen, bulgarischen, ukrainischen, moldauischen, finnischen und rumänischen“ Soldaten, die bei der Befreiung Bulgariens von der osmanischen Herrschaft im Russisch-Osmanischen Krieg von 1877–78 starben, errichtet Von 1916 bis 1920 hieß die Kathedrale Sankt-Kyrill-und-Methodius-Kathedrale, wurde danach jedoch wieder mit dem alten Namen bezeichnet. Die Alexander-Newski-Kathedrale mit der Krypta wird in der Liste der 100 nationalen touristischen Objekte Bulgariens als Nr. 59 geführt. Sie ist Sitz der Bulgarisch-Orthodoxen Kirche.
Die Kathedrale hat fünf Kirchenschiffe und ist im Inneren mit Gold, Mosaiken, Marmor und Schnitzwerk geschmückt. Die Fenster sind mit Glasmalereien, Wände und Kuppeln mit Fresken versehen. Des Weiteren sind auch Alabaster-Kunstwerke zu sehen. Unter der Kathedrale befindet sich eine Krypta, in der sich ein Ikonen-Museum mit bulgarischen Heiligenbildern aus der Zeit zwischen dem 9. und dem 18. Jahrhundert. Hier befindet sich auch die Poganowo-Ikone. An der prunkvollen Ausgestaltung der Kathedrale waren die russischen und bulgarischen Maler Stefan Iwanow, Jan Václav Mrkvička, W.M. Wasnezow, G.G. Mjassojedow,  Anton Mitov, A.A. Kisseljow und andere beteiligt.

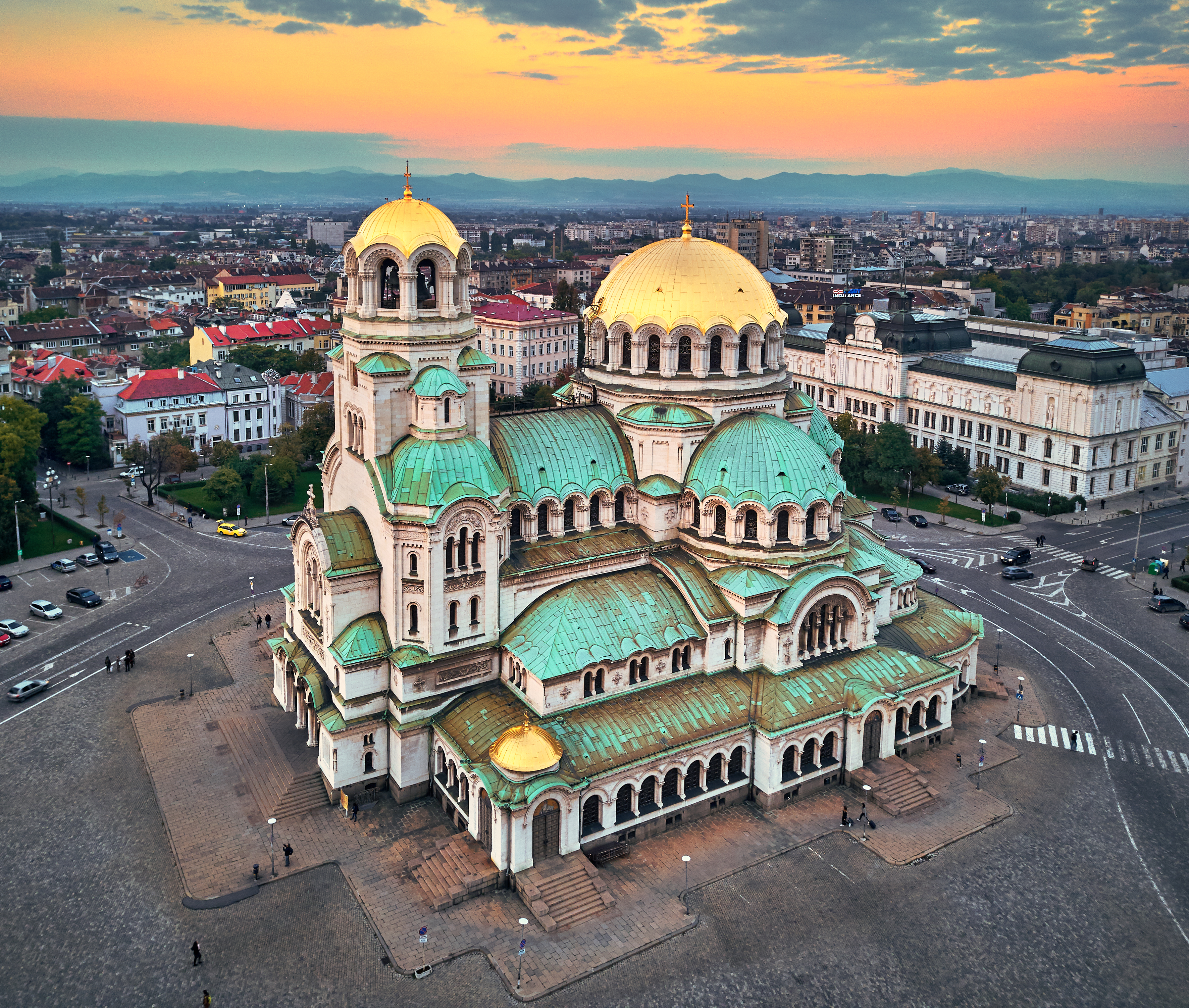
Luftbild
Nordseite
Südseite
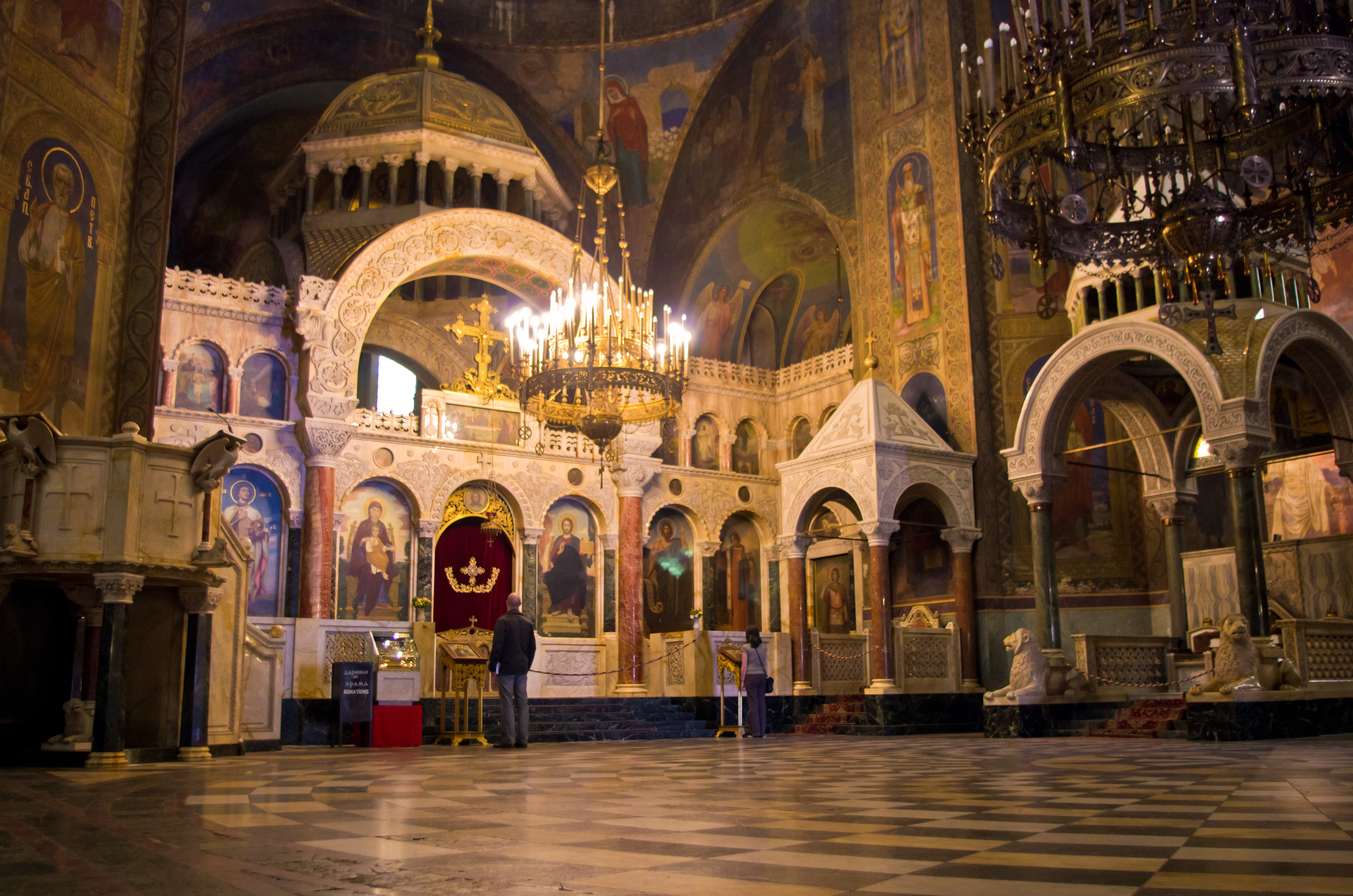
Ikonostase
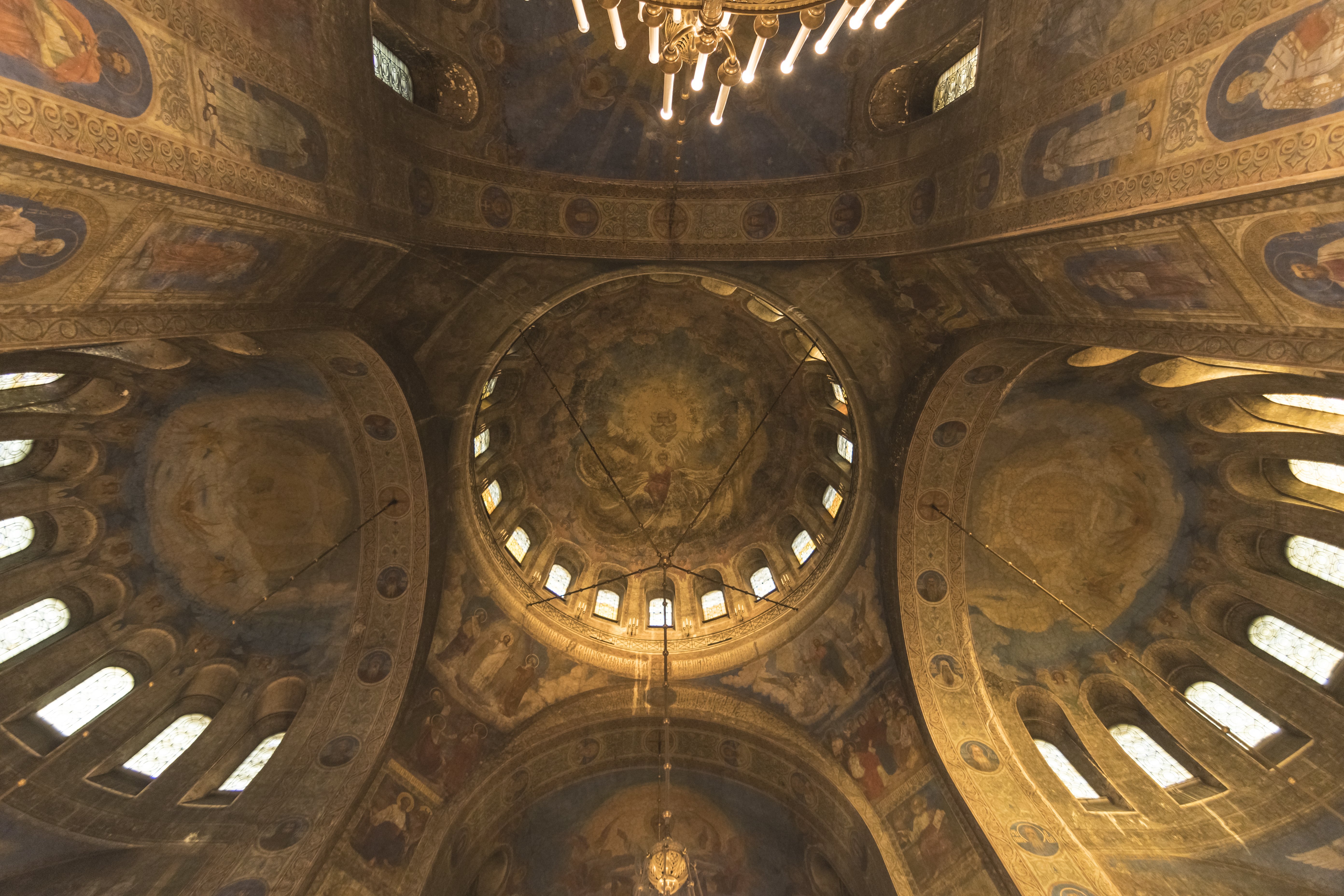
Kuppel